# R.E.O. (음반)
| 전문가 평가 | 전문가 평가 |
| 평가 점수   | 평가 점수   |
| 출처        | 점수        |
| ----------- | ----------- |
| Allmusic    | [ 2 ]       |

《R.E.O.》는 1976년 6월에 발매된 미국의 록 밴드 REO 스피드왜건의 여섯 번째 스튜디오 음반이다. 이 음반은 1976년 빌보드 200 차트에서 159위로 정점을 찍었다. 이는 케빈 크로닌이 4년 만에 밴드로 돌아온 것을 기념했다. 다섯 곡 (〈Keep Pushin'〉, 〈Any Kind of Love〉, 〈(Only A) Summer Love〉, 〈(I Believe) Our Time Is Gonna Come〉, 그리고 〈Flying Turkey Trot〉)이 밴드의 후속 라이브 음반인 《Live: You Get What You Play For》에 수록되었다. 많은 팬들은 커버 아트의 배경 때문에 음반을 《C.O.W.》 (또는 간단히 《COW》)라고 부른다.

## 배경
이것은 그 밴드의 베이시스트 그레그 필빈이 피처링한 마지막 스튜디오 음반이었고, 그는 다음 해에 브루스 홀로 대체되었다. 이 음반은 케빈 크로닌과 게리 리치래스가 공동으로 부른다. 이전 음반들(《Ridin' the Storm Out》, 《Lost in a Dream》, 《This Time We Mean It》)에서 리치래스는 단 한 곡만 불렀다. 그러나 이 음반에서 그는 크로닌과 동등하게 리드 보컬 임무를 분담한다. 그는 1978년까지 음반과 대부분의 라이브 공연에서 노래하는 것을 중단했다. 〈Breakaway〉는 크로닌과 리치래스가 모두 부르는 듀엣곡으로, 크로닌이 직접 첫 번째 코러스를 부르고 나머지 코러스는 크로닌과 리치래스가 모두 부른다.

## 곡 목록
| #  | 제목                                   | 작사·작곡     | 재생 시간 |
| -- | -------------------------------------- | ------------- | --------- |
| 1. | 〈Keep Pushin'〉                       | 케빈 크로닌   | 4:06      |
| 2. | 〈Any Kind of Love〉                   | 게리 리치래스 | 3:39      |
| 3. | 〈(Only A) Summer Love〉               | 리치래스      | 4:38      |
| 4. | 〈(I Believe) Our Time Is Gonna Come〉 | 크로닌        | 5:04      |

| #  | 제목                          | 작사·작곡        | 재생 시간 |
| -- | ----------------------------- | ---------------- | --------- |
| 5. | 〈Breakaway〉                 | 크로닌, 리치래스 | 4:15      |
| 6. | 〈Flying Turkey Trot (기악)〉 | 리치래스         | 2:36      |
| 7. | 〈Tonight〉                   | 리치래스         | 3:14      |
| 8. | 〈Lightning〉                 | 크로닌, 리치래스 | 5:52      |